# Бакинский театр марионеток
Бакинский театр марионеток (азерб. Bakı Marionet Teatrı) — театр марионеток в Баку.

## История
Театр марионеток был учреждён 20 апреля 1988 года в Баку при Союзе театральных деятелей Азербайджана.
Первым поставленным спектаклем театра стал «Аршин мал алан» по оперетте Узеира Гаджибекова, премьера которого состоялась во Франции в августе 1990 года.
В 1993 году театр получил статус муниципального театра. С 2013 года был принят в структуру администрации «Ичери-шехер». В 2016 году театр стал функционировать на постоянной сцене.
Миссией театра является пропаганда творчества Узеира Гаджибекова.
Художественным руководителем театра является Тарлан Горчу.
В марте 2024 года спектакль «Аршин мал алан» был представлен труппой театра в театре «Les Salons» (Женева). Также в театре «Les Salons» была представлена выставке декораций и марионеток «Лейли и Меджнун».

### Здание
Театр размещается в одном из зданий историко-архитектурного комплекса «Ичеришехер», построенного в 1880-х годах и принадлежавшего дворянскому роду Селимхановых. В результате пожара здание много лет простояло в запущенном виде.
В 1986 году городские власти реконструировали здание. В 2013 году были проведены повторные ремонтно-восстановительные работы. В 2016 году Бакинский театр марионеток впервые в истории своего существования получил постоянную сцену. 24 декабря 2016 года состоялась церемония открытия театра с участием Президента Азербайджана Ильхама Алиева.

## Репертуар

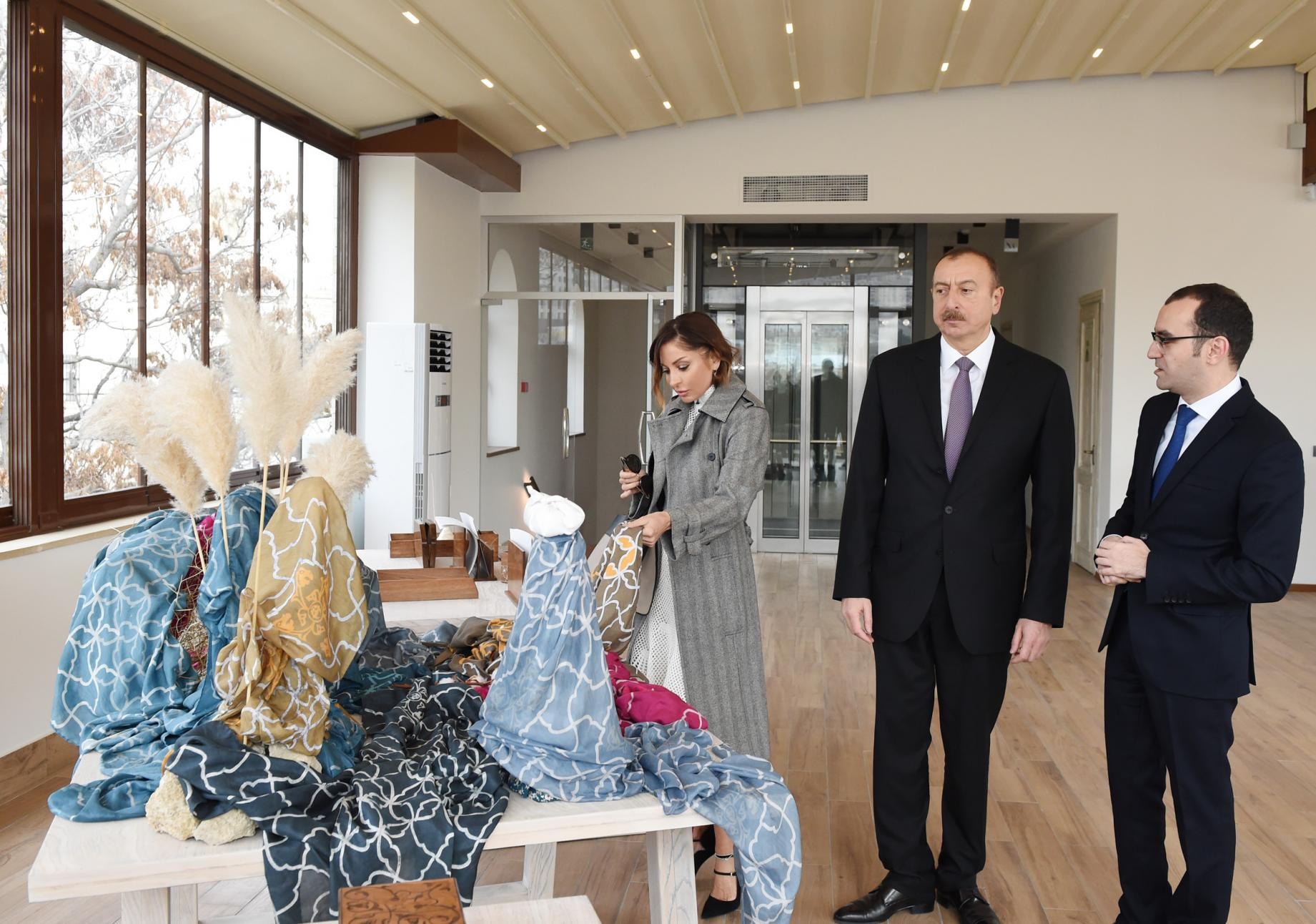
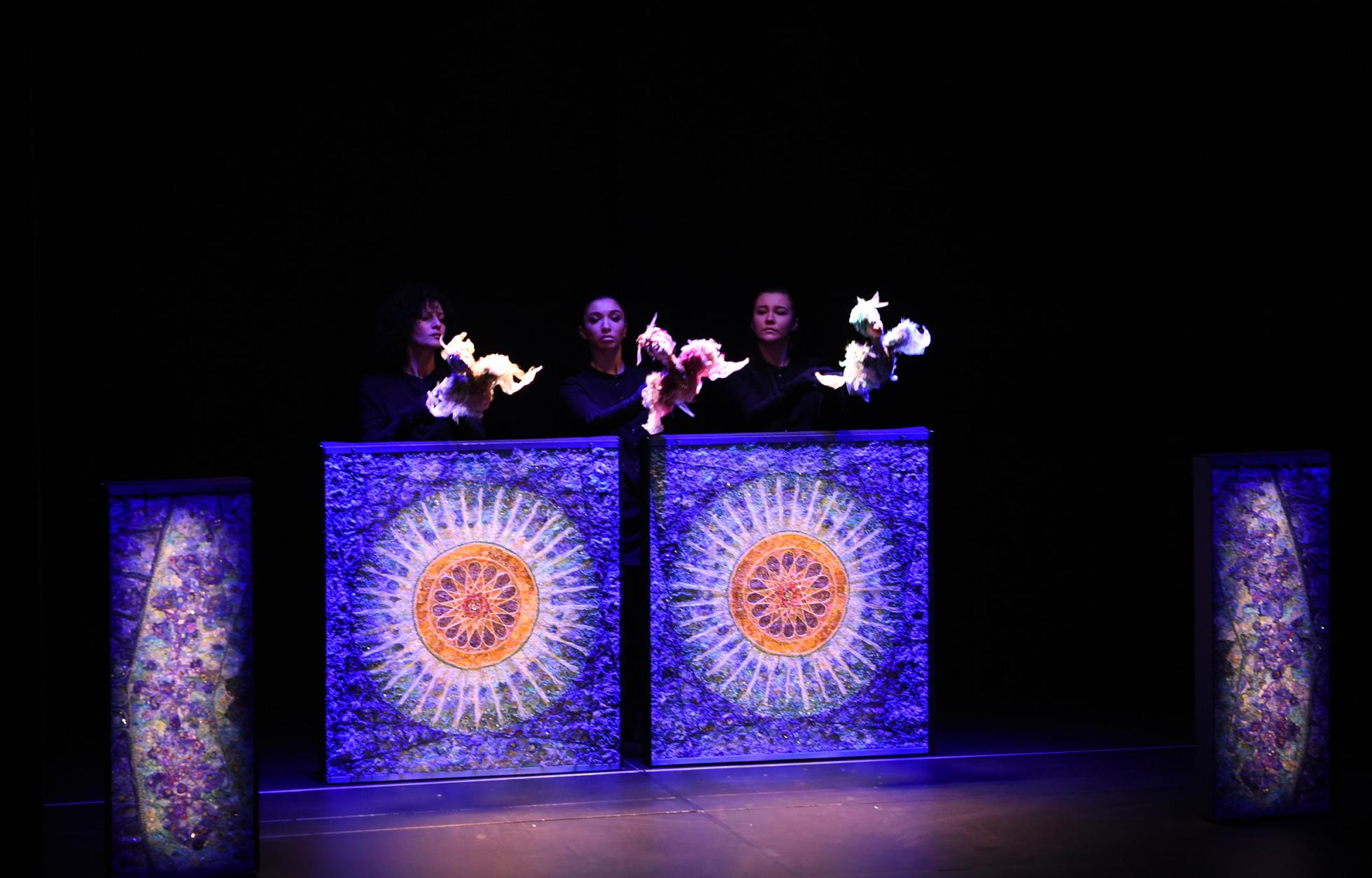
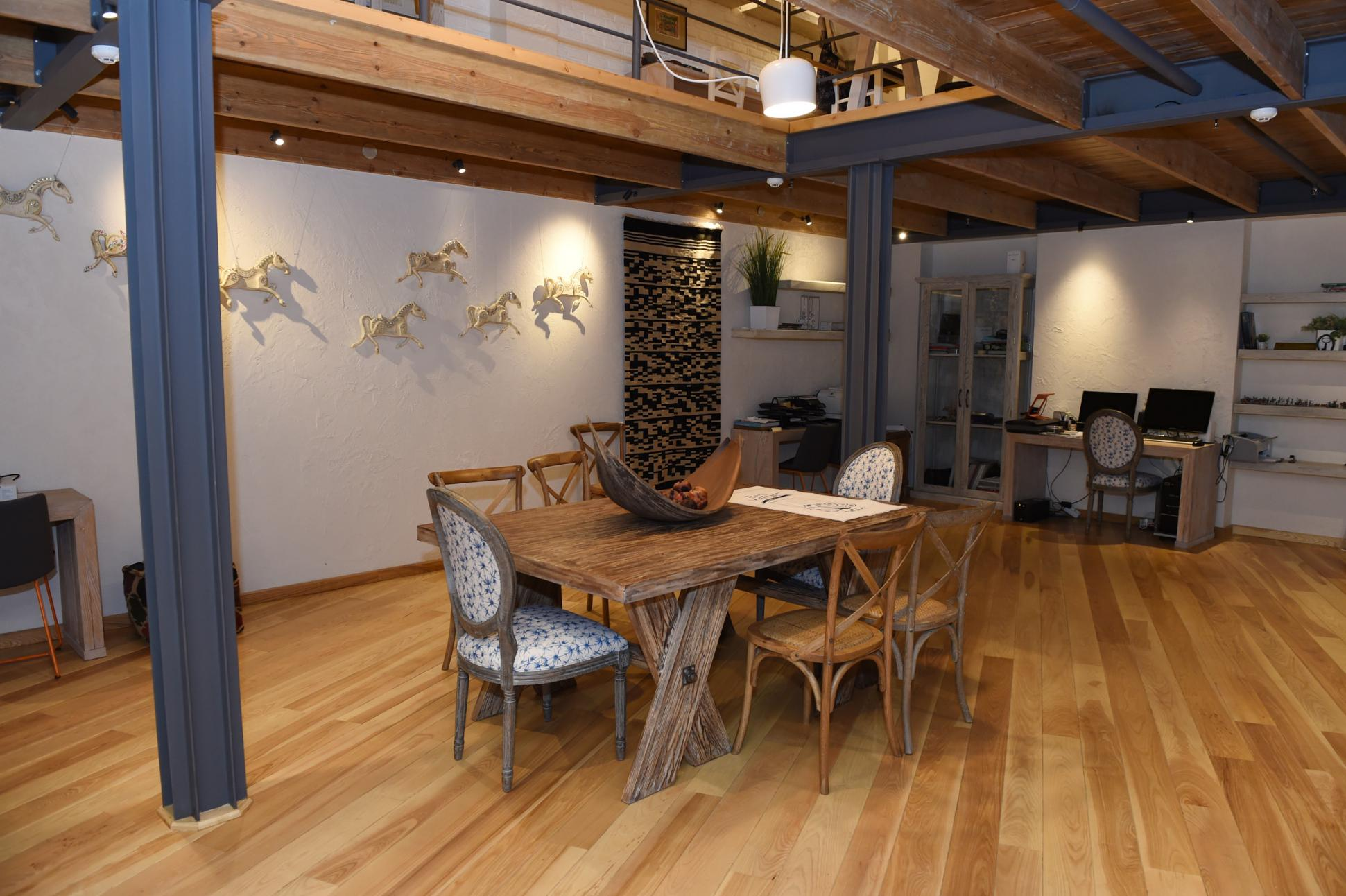

- «Аршин мал алан»
- «Лейли и Маджнун»